# Fernand Cortez
Fernand Cortez, ou La conquête du Mexique (Hernán Cortés, o La conquista de México) es una opéra en tres actos con música de Gaspare Spontini y libreto en francés de Etienne de Jouy y Joseph-Alphonse d’Esmenard. Se estrenó en la Ópera de París el 28 de noviembre de 1809.
En origen, la ópera se pretendía como propaganda política para apoyar la invasión de España por el emperador Napoleón en 1808. Cortez simboliza a Napoleón mientras que los sacerdotes aztecas, ávidos de sangre, representarían a la Inquisición española. Se dice que fue el propio emperador el que sugirió el tema de la ópera a Spontini y el estreno contó con su presencia. La popularidad de la pieza declinó con los reveses del ejército francés en España y Portugal.
1999 : Prima grabacion mondial de la versión completa (1824 y 1838), Philharmonica National de Bratislava, dir. Jean-Paul Penin Musidisc/Universal.
2001 : Paris, Saint-Louis des Invalides, con el appoyo de la Fondation Napoléon, dir. Jean-Paul Penin
2003 : Madrid, Auditorio Nacional, Oviedo y Sevilla, Radio Philharmonica di Praga dir. Jean-Paul Penin
2006 : Theater Erfurt, dir. Jean-Paul Penin

## Personajes
| Personaje      | Tesitura | Reparto del estreno          |
| -------------- | -------- | ---------------------------- |
| Fernand Cortez | tenor    | Étienne Lainez               |
| Amazily        | soprano  | Alexandrine-Caroline Branchu |
| Télasco        | tenor    | François Lays                |
| Alvaro         | tenor    | Laforêt                      |
| Sumo sacerdote | bajo     | Henri-Étienne Dérivis        |
| Moralèz        | bajo     | Jean-Honoré Bertin           |